# Astragalus zaissanensis
Astragalus zaissanensis är en ärtväxtart som beskrevs av Georgji Prokopievič Sumnevicz. Astragalus zaissanensis ingår i släktet vedlar, och familjen ärtväxter. Inga underarter finns listade i Catalogue of Life.